# Agnese di Durazzo
Agnese di Durazzo (1345 – 1383 o 1388) è stata una nobildonna italiana, signora di Corfù e signora consorte di Verona, principessa consorte di Taranto e ultima imperatrice di Costantinopoli.

## Biografia
Agnese era la seconda figlia di Carlo, duca di Durazzo, e Maria di Calabria.
In prime nozze sposò Cansignorio della Scala, fratello minore e co-sovrano di Cangrande II della Scala, signore di Verona. Nel 1359 Cansignorio assassinò suo fratello maggiore e gli succedette. Suo fratello minore Paolo Alboino della Scala divenne il suo co-reggente fino al 1365. Il 10 ottobre 1375 Cansignorio morì, presumibilmente avvelenato. Il loro matrimonio fu senza figli.
Il 16 settembre 1382 Agnese sposò in seconde nozze Giacomo del Balzo, principe di Taranto e pretendente al trono dell'Impero latino di Costantinopoli dal 1374. Suo fratello, Carlo III di Napoli, le concesse Corfù come parte della sua dote. Il loro matrimonio fu di breve durata. Il 7 luglio 1383 Giacomo morì a Taranto. Non si risposò e morì in carcere in quello stesso anno, o forse nel 1388.

## Ascendenza
|                     |                 |                       | Genitori                        |  |  | Nonni |  |  | Bisnonni         |  |  | Trisnonni       |  |
|                     |                 |                       |                                 |  |  |       |  |  | Carlo II d'Angiò |  |  | Carlo I d'Angiò |  |
|                     |                 |                       |                                 |  |  |       |  |  | Carlo II d'Angiò |  |  | Carlo I d'Angiò |  |
|                     |                 | Beatrice di Provenza  |                                 |  |  |       |  |  | Carlo II d'Angiò |  |  |                 |  |
| Giovanni di Gravina |                 |                       |                                 |  |  |       |  |  | Carlo II d'Angiò |  |  |                 |  |
|                     |                 | Maria d'Ungheria      | Stefano V d'Ungheria            |  |  |       |  |  |                  |  |  |                 |  |
|                     |                 | Maria d'Ungheria      | Stefano V d'Ungheria            |  |  |       |  |  |                  |  |  |                 |  |
|                     |                 | Maria d'Ungheria      | Elisabetta dei Cumani           |  |  |       |  |  |                  |  |  |                 |  |
| Carlo di Gravina    |                 | Maria d'Ungheria      |                                 |  |  |       |  |  |                  |  |  |                 |  |
|                     |                 | Elia IX di Talleyrand | …                               |  |  |       |  |  |                  |  |  |                 |  |
|                     |                 | Elia IX di Talleyrand | …                               |  |  |       |  |  |                  |  |  |                 |  |
|                     |                 | Elia IX di Talleyrand | …                               |  |  |       |  |  |                  |  |  |                 |  |
| Agnese del Périgord |                 | Elia IX di Talleyrand |                                 |  |  |       |  |  |                  |  |  |                 |  |
|                     |                 | Brunissende de Foix   | …                               |  |  |       |  |  |                  |  |  |                 |  |
|                     |                 | Brunissende de Foix   | …                               |  |  |       |  |  |                  |  |  |                 |  |
|                     |                 | Brunissende de Foix   | …                               |  |  |       |  |  |                  |  |  |                 |  |
| Agnese di Durazzo   |                 | Brunissende de Foix   |                                 |  |  |       |  |  |                  |  |  |                 |  |
|                     | Roberto d'Angiò | Carlo II d'Angiò      |                                 |  |  |       |  |  |                  |  |  |                 |  |
|                     | Roberto d'Angiò | Carlo II d'Angiò      |                                 |  |  |       |  |  |                  |  |  |                 |  |
|                     | Roberto d'Angiò | Maria d'Ungheria      |                                 |  |  |       |  |  |                  |  |  |                 |  |
| Carlo d'Angiò       | Roberto d'Angiò |                       |                                 |  |  |       |  |  |                  |  |  |                 |  |
|                     |                 | Jolanda d'Aragona     | Pietro III d'Aragona            |  |  |       |  |  |                  |  |  |                 |  |
|                     |                 | Jolanda d'Aragona     | Pietro III d'Aragona            |  |  |       |  |  |                  |  |  |                 |  |
|                     |                 | Jolanda d'Aragona     | Costanza II di Sicilia          |  |  |       |  |  |                  |  |  |                 |  |
| Maria d'Angiò       |                 | Jolanda d'Aragona     |                                 |  |  |       |  |  |                  |  |  |                 |  |
|                     |                 | Carlo di Valois       | Filippo III di Francia          |  |  |       |  |  |                  |  |  |                 |  |
|                     |                 | Carlo di Valois       | Filippo III di Francia          |  |  |       |  |  |                  |  |  |                 |  |
|                     |                 | Carlo di Valois       | Isabella d'Aragona              |  |  |       |  |  |                  |  |  |                 |  |
| Maria di Valois     |                 | Carlo di Valois       |                                 |  |  |       |  |  |                  |  |  |                 |  |
|                     |                 | Mahaut di Châtillon   | Guido IV di Châtillon-Saint-Pol |  |  |       |  |  |                  |  |  |                 |  |
|                     |                 | Mahaut di Châtillon   | Guido IV di Châtillon-Saint-Pol |  |  |       |  |  |                  |  |  |                 |  |
|                     |                 | Mahaut di Châtillon   | Maria di Bretagna               |  |  |       |  |  |                  |  |  |                 |  |
|                     |                 | Mahaut di Châtillon   |                                 |  |  |       |  |  |                  |  |  |                 |  |